# Nyctiophylax moestus
Nyctiophylax moestus là một loài Trichoptera trong họ Polycentropodidae. Chúng phân bố ở miền Tân bắc.